# Veli-Matti Partanen
Veli-Matti Partanen, Aku Partanen (ur. 28 października 1991 w Lappeenranta) – fiński lekkoatleta, chodziarz.
Urodził się 28 października 1991 roku w Lappeenranta. Jest absolwentem Uniwersytetu Helsińskiego. Trenuje w klubie Lappeenrannan Urheilu-Miehet. Trenerem Partanena jest Valentin Kononen (od 2012). W 2020 roku Partanen reprezentował Finlandię podczas Letnich Igrzyskach Olimpijskich rozgrywanych w Tokio i Sapporo. Występując w chodzie na 50 km mężczyzn zajął 9. miejsce z wynikiem 3:52:39.